# Rolf Aberer

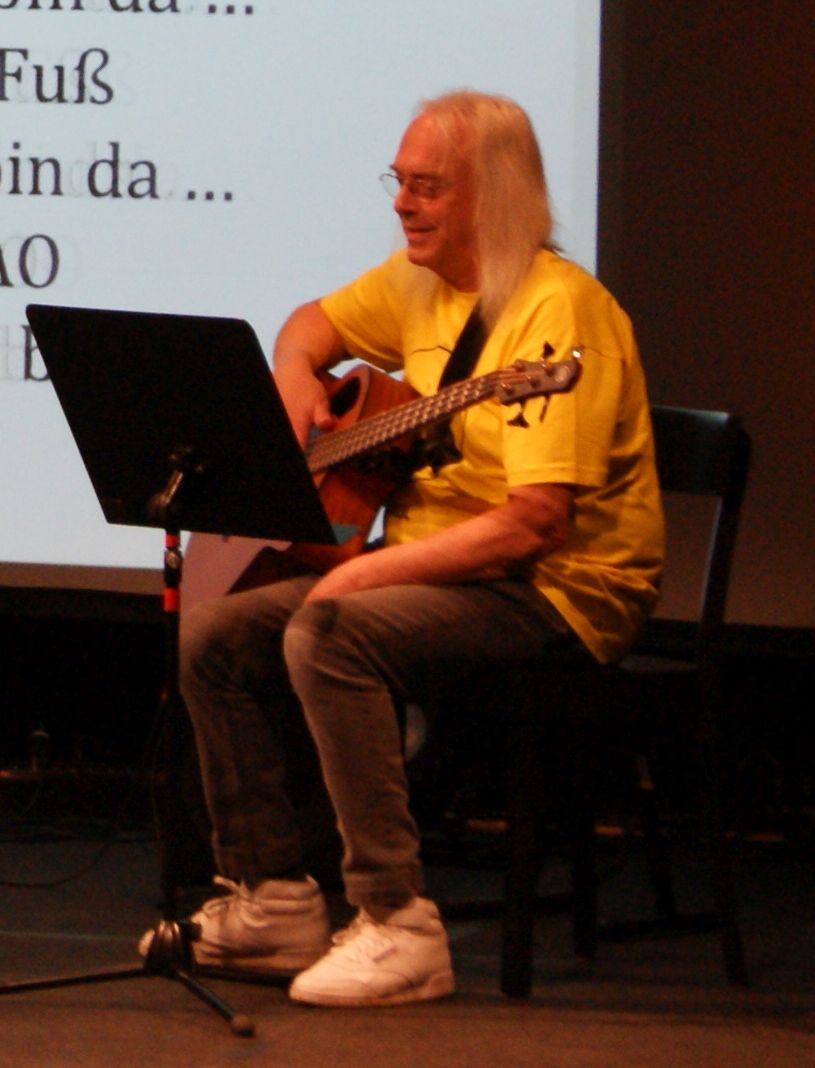
Rolf Aberer anlässlich der Veranstaltung „Frühlingslieder“ am Spielboden in Dornbirn (2019)

Rolf Aberer (* 17. September 1949 in Hohenems/Vorarlberg) ist ein österreichischer Komponist und Jazzmusiker. Er ist der Vater von Lisa Aberer.

## Ausbildung und musikalische Karriere
Rolf Aberer besuchte die Volksschule und das Realgymnasium Dornbirn, an dem er im Jahr 1968 maturierte. Es folgten zwei Jahre Studium an der Universität Innsbruck und dem Konservatorium Innsbruck in den Fächern Geografie und Musik, sodann fünf  Jahre Studium an der Swiss Jazz School in Bern (zusammen mit Benny Gleeson) bei Isla Eckinger (Bass), Vince Benedetti, Axel Jungbluth, Heinz Bigler (Theorie, Eartraining, Arrangement, Komposition), Billy Brooks (Rhythmik). Im Jahr 1978 erlangte er das Abschlussdiplom ebenda.
Aberer spielte mit Benny Gleeson und Reinhold Bilgeri in der Band „Wanted“. Er gründete und leitete die „ROLF A. Band“, die 10 Musiker aus Österreich und der Schweiz umfasste. Eigene Formationen waren „Wanted“, „And Mona Lisa Smiles“, „Glasshouse“, „Good Morning“, „G.S.Band“, „Suspended Four“ und das „Rolf Aberer Quartett“ (mit Musikern der Swiss Jazz School Bern). Aberer spielte bei „Mainstream revisited“, beim „Big Band Club Dornbirn“ und „Andreys Gow-Quartett“ und war 1988/89 Mitglied des Schweizer Unterhaltungs-Orchesters „SUO“ unter Leitung von Reto Parolari. Zahlreiche Vokaltitel für 2 LPs und 3 Singles entstanden in Zusammenarbeit mit seiner Ehefrau Gerty Sedlmayr.
Weitere musikalische Aktivitäten umfassten Produktionen für das ORF-Landesstudio Vorarlberg, die Musik für Hörspiele von Peter Klein, Michael Köhlmeier und Hubert Dragaschnig sowie Kooperationen mit anderen regionalen Künstlern und Ensembles wie dem Jugendsinfonieorchester Vorarlberg, „Stemmeisen und Zündschnur“ und „Fleisch & Fleisch“.
Im Jahr 1976 war Aberer maßgeblich an der Gründung des Jazzseminars in Dornbirn beteiligt, das er bis 2015 auch leitete. Zudem war er freier Mitarbeiter beim ORF (Aufnahmeleitung Jazz/Rockmusik). In den Jahren von 1989 bis 2015 unterrichtete er am Vorarlberger Landeskonservatorium Harmonielehre, Gehörbildung, Arrangement, Improvisation und E-Bass. Im Wintersemester 1997/98 hatte er einen Lehrauftrag an der Medien-Werkstatt der Fachhochschule Vorarlberg und im Jahr 2007 war er Dozent beim Jazzworkshop in Andelsbuch.

## Auszeichnungen
- 1989: Ehrenpreis des Landes Vorarlberg
- 2007: Toni-Russ-Preisträger[4]